# Noche de los tres presidentes
La noche de los tres presidentes fue un acontecimiento político que ocurrió durante la noche del 6 de febrero y la madrugada del 7 de febrero de 1997 en Ecuador, donde Abdalá Bucaram, Rosalía Arteaga y Fabián Alarcón reclamaban la presidencia de la república.

## Cronología

### 6 de febrero de 1997
Tras protestas de los ecuatorianos en las ciudades de Quito, Guayaquil, Cuenca y otras ciudades y pueblos más, Abdalá Bucaram fue destituido de su cargo como presidente de la república por el Congreso Nacional. Los congresistas votaron por este acto, con una simple mayoría de 44 votos de 82 posibles, basados en el artículo 100 en el que se explica la figura de incapacidad mental, por la cual el Congreso lo depuso de su cargo, sin juicio político ni análisis médico previo, al no haber norma legal que regule y establezca el procedimiento para justificar el uso de ese artículo de la constitución. Mientras Abdalá se negaba a dejar el cargo de presidente, en el pleno del Congreso se declara presidente interino a Fabián Alarcón. Esto había sido advertido ya por la vicepresidenta Rosalía Arteaga, nombrando como golpe de Estado este hecho. Abdalá Bucaram, desde el Palacio de Carondelet se negó a reconocer los sucesos que acontecían en el Palacio Legislativo.
La Constitución de Ecuador de 1979 originalmente establecía que le sucediese al presidente quien fuera vicepresidente para completar el período presidencial, pero en 1995 este artículo fue retirado de la constitución por el Congreso Nacional al incluir varias enmiendas constitucionales, dejando un vacío legal en la constitución, no habiendo un sucesor claro del presidente. Rosalía Arteaga, en oposición al Congreso Nacional, intentó asumir el mandato durante la madrugada del 7 de febrero. Las Fuerzas Armadas del Ecuador le habían retirado el apoyo a Bucaram y no era reconocido ya como jefe de Estado. Bucaram en la madrugada se trasladó a la ciudad de Guayaquil, estableciendo su gobierno en la Gobernación del Guayas, donde reclamaba se había producido un golpe de Estado en su contra; y que, según la constitución, él era el presidente constitucional de la república. 
Por otro lado, Fabián Alarcón juraba su cargo en el Congreso Nacional. Tras la votación de los congresistas se le reconoció como Presidente Constitucional Interino de la República, figura utilizada anteriormente por los presidentes temporales designados que ejercían el poder de forma interina al encontrarse el país en un proceso constituyente. Alarcón hacía valer su legitimidad afirmando que el Congreso, electo por votación popular, representaba la soberanía nacional. Aun así, luego accedió a que el Congreso declare nula su designación como presidente interino, por las denuncias de Arteaga de que dicha figura jurídica no tenía lugar en la constitución.

### 7 a 11 de febrero de 1997
Tras esta noche, y antes de abandonar el país el 8 de febrero, al haber perdido el apoyo de las Fuerzas Armadas, Bucaram anunció que dejaba el país con rumbo a Panamá para buscar apoyo internacional, encargando la presidencia a la vicepresidenta Arteaga, quién obtiene el apoyo de las Fuerzas Armadas hasta que se determine el proceso legal a seguir en la sucesión presidencial.
Luego de este suceso, Fabián Alarcón acepta la nulidad de su designación el 9 de febrero, y el Congreso Nacional acepta el encargo de la presidencia a Rosalía Arteaga de manera temporal hasta que la Corte Suprema de Justicia dictamine la sucesión presidencial. 
Arteaga asumió el poder e intentó mantenerse en el cargo al proponer que el Congreso Nacional realice una reforma constitucional para establecer la sucesión presidencial, trámite de por lo menos 4 meses, pero el Congreso se autoconvocó para el 11 de febrero para designar nuevamente a Alarcón como presidente interino, teniendo el aval de las Fuerzas Armadas y demás instituciones del Estado.
Arteaga rechazó esta decisión, argumentando que el Congreso no tiene la facultad constitucional de designar un presidente interino, pero por presiones de las Fuerzas Armadas y por el rechazo del Congreso de recibirla, Arteaga optó por renunciar a su encargo, dejando la vía libre a la designación de Alarcón siendo designado nuevamente como Presidente Interino por el Congreso Nacional con un mandato temporal hasta el 10 de agosto de 1998, fecha en la que elegirá al nuevo presidente constitucional, retornando Arteaga a la vicepresidencia por resolución del congreso en el que le restituye su cargo. Abdalá Bucaram solicitó su tercer asilo político a Panamá, donde residió desde entonces hasta su regreso al Ecuador en el 2017.

## Consecuencias
Se implementó la disposición final decimoséptima a la Constitución de 1979, la cual dio paso a la Constitución de Ecuador de 1998 bajo la presidencia de Fabián Alarcón.
Se levantaron dos juicios contra Bucaram por malversación de fondos públicos y por el caso Mochila Escolar.